# 579
579 је била проста година.

## Догађаји
- Византијско-сасанидски рат: Краљ Хозроје I тражи мир, али умире пре него што се може постићи споразум. Месопотамски фронт се зауставља, а Морис (магистер милитум Истока) утврђује границе у Јерменији и Сирији.
- 2. септембар – Унех Чан постаје владар мајанског града државе Калакмул у јужном Мексику и влада до 611. године.
- Херменегилд, син визиготског краља Лиувигилда, жени се Ингундом. Побуни се против свог оца, почевши од Севиље (јужна Шпанија), и изјашњава се као хришћанин.
- Велики порези које је наметнуо меровиншки краљ Хиперик I од Неустрије довели су до побуне у Лиможу (централна Француска), јер он продаје бискупије ономе ко понуди највећу понуду.
- Авари су тражили Сирмијум у Панонији од Тиберија, али је он то одбио.  Словенски кнез Бајан је опседао град.
- Фритувалд је наследио свог брата Теодорика на месту краља Бернисије (Шкотска). Он влада од 579–585.
- Краљ Хозроје I умире након 48-годишње владавине, током које је проширио своје царство од реке Оксус до Црвеног мора. Наслеђује га његов син Хормизд IV, који постаје краљ Персијског царства.
- Лето – Хормизд IV одбија да се одрекне територија, и прекида преговоре са Византијским царством. Турци нападају Хорасан и стижу до Хирканије на Каспијском мору.
- Цар Сјуан Ди абдицира са престола свом сину Ђинг Дију, старом 6 година, и влада као регент династијом Северни Џоу.
- Јинпиеонг постаје краљ корејског краљевства Сила.
- 30. јул – Папа Бенедикт I умире после 4-годишњег епископата, а наследио га је папа Пелагије II као 63. римски епископ. Током лангобардске опсаде Рима, он ради на решавању проблема глади.
- Пелагије II шаље Григорија за свог апокрисијарија (посланика на царском двору у Цариграду). Он је део римске делегације која тражи војну помоћ против Лангобарда.
- Лиувигилда је прогнала Леандера, епископа Севиље и повуче се у Цариград. На византијском двору пише књиге против аријанства